# Marigliano
Marigliano és un municipi italià, situat a la regió de Campània i a la Ciutat metropolitana de Nàpols. El 2025 tenia una població estimada de 29.317 habitants.

## Fills il·lustres
- Giannina Arangi-Lombardi (1891-1951) cantant d'òpera (soprano).[2]